# UCI Oceania Tour 2011-2012
L'UCI Oceania Tour 2011-2012 és la vuitena edició de l'UCI Oceania Tour, un dels cinc circuits continentals de ciclisme de la Unió Ciclista Internacional. Està format per quatre proves, organitzades entre el 12 d'octubre de 2011 i el 18 de març de 2012 a Oceania. En aquesta edició el Herald Sun Tour torna a formar part del programa.

## Calendari de les proves

### Octubre de 2011
| Data  | Cursa           | Cat. | Vencedor    | Equip                   |
| ----- | --------------- | ---- | ----------- | ----------------------- |
| 12-16 | Herald Sun Tour | 2.1  | Nathan Haas | Genesys Wealth Advisers |

### Gener de 2012
| Data  | Cursa              | Cat. | Vencedor      | Equip          |
| ----- | ------------------ | ---- | ------------- | -------------- |
| 25-29 | Tour de Wellington | 2.2  | Jay Maccarthy | Team Jayco-AIS |

### Març de 2012
| Data | Cursa                                 | Cat. | Vencedor   | Equip                    |
| ---- | ------------------------------------- | ---- | ---------- | ------------------------ |
| 16   | Campionat d'Oceania de contrarellotge | CC   | Sam Horgan | Selecció de Nova Zelanda |
| 18   | Campionat d'Oceania en ruta           | CC   | Paul Odlin | Selecció de Nova Zelanda |

## Classificacions finals
Font: UCI Oceania Tour Arxivat 2013-07-20 a Wayback Machine.
| Pos. | Ciclista                          | Equip                | Punts |
| ---- | --------------------------------- | -------------------- | ----- |
| 1.   | Paul Odlin (NZL)                  | Subway Cycling Team  | 122   |
| 2.   | Nick Aitken (AUS) *               | Jayco-AIS            | 78    |
| 3.   | Jay McCarthy (AUS) *              | Jayco-AIS            | 57    |
| 4.   | Rhys Pollock (AUS)                | Drapac               | 56    |
| 5.   | Michael Vink (NZL) *              | -                    | 55    |
| 6.   | Mark O'Brien (AUS)                | Budget Forklifts     | 50    |
| 7.   | Reinardt Janse van Rensburg (RSA) | MTN Qhubeka          | 46    |
| 8.   | Samuel Horgan (NZL)               | Subway Cycling Team  | 45    |
| 9.   | Darren Lapthorne (AUS)            | Drapac               | 43    |
| 10.  | Steele Von Hoff (AUS)             | Chipotle Development | 33    |

| Pos. | Equip                   | País            | Punts |
| ---- | ----------------------- | --------------- | ----- |
| 1.   | Jayco-AIS               | Austràlia       | 188   |
| 2.   | Subway Cycling Team     | Nova Zelanda    | 172   |
| 3.   | Drapac                  | Austràlia       | 140   |
| 4.   | Budget Forklifts        | Austràlia       | 92    |
| 5.   | Genesys Wealth Advisers | Austràlia       | 56    |
| 6.   | MTN Qhubeka             | Sud-àfrica      | 46    |
| 7.   | Bissell Cycling         | Estats Units    | 40    |
| 8.   | Argos-Shimano           | Països Baixos   | 40    |
| 9.   | Chipotle Development    | Estats Units    | 33    |
| 10.  | Champion System         | R.P. de la Xina | 22    |

| Pos. | País         | Punts    |
| ---- | ------------ | -------- |
| 1.   | Austràlia    | 1 445.13 |
| 2.   | Nova Zelanda | 639      |

| Pos. | País         | Punts |
| ---- | ------------ | ----- |
| 1.   | Austràlia    | 984   |
| 2.   | Nova Zelanda | 248   |